# Слободан Михаиловић
Слободан Михаиловић (Скопље, 1932) јесте српски графичар.

## Биографија
Рођен је 1932. године у Скопљу. Дипломирао је на Факултету примењених уметности Универзитета уметности у Београду 1956. у класи професора Марка Челебоновића.
Предавао је цртање у Средњој школи за примењене уметности у Пећи од 1957. до 1961. Радио је као наставник графичког обликовања у Графичко-медијској школи у Београду.
Графиком се бави од 1957. године када је први пут излагао, самостално је излагао и у Београду 1964. Учествовао је на групној изложби „Ликовни уметници Космета” у Приштини, изложбама Удружења ликовних уметника Србије, изложби „Графика београдског круга”, Октобарском салону у Београду 1965, Међународној изложби дрвореза „Ксилон” 1965. и 1966, Трећем тријеналу југословенске уметности у Београду 1967, Савременој југословенској графици у Куби и у неким земљама Латинске Америке и другим.
Добитник је награде Златне игле УЛУС-а 1965. године.